# Apatura fulvoclara
Apatura fulvoclara är en fjärilsart som beskrevs av Ruggero Verity 1950. Apatura fulvoclara ingår i släktet Apatura och familjen praktfjärilar. Inga underarter finns listade i Catalogue of Life.